# Uso misto

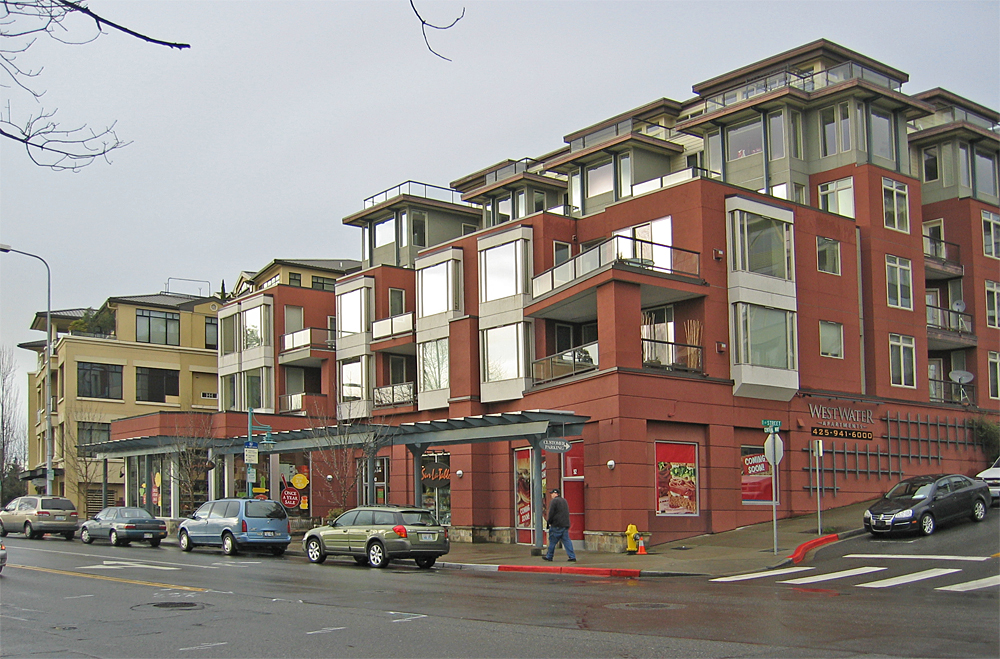
Complexo de apartamentos com lojas e consultórios médicos no térreo, Kirkland, Washington

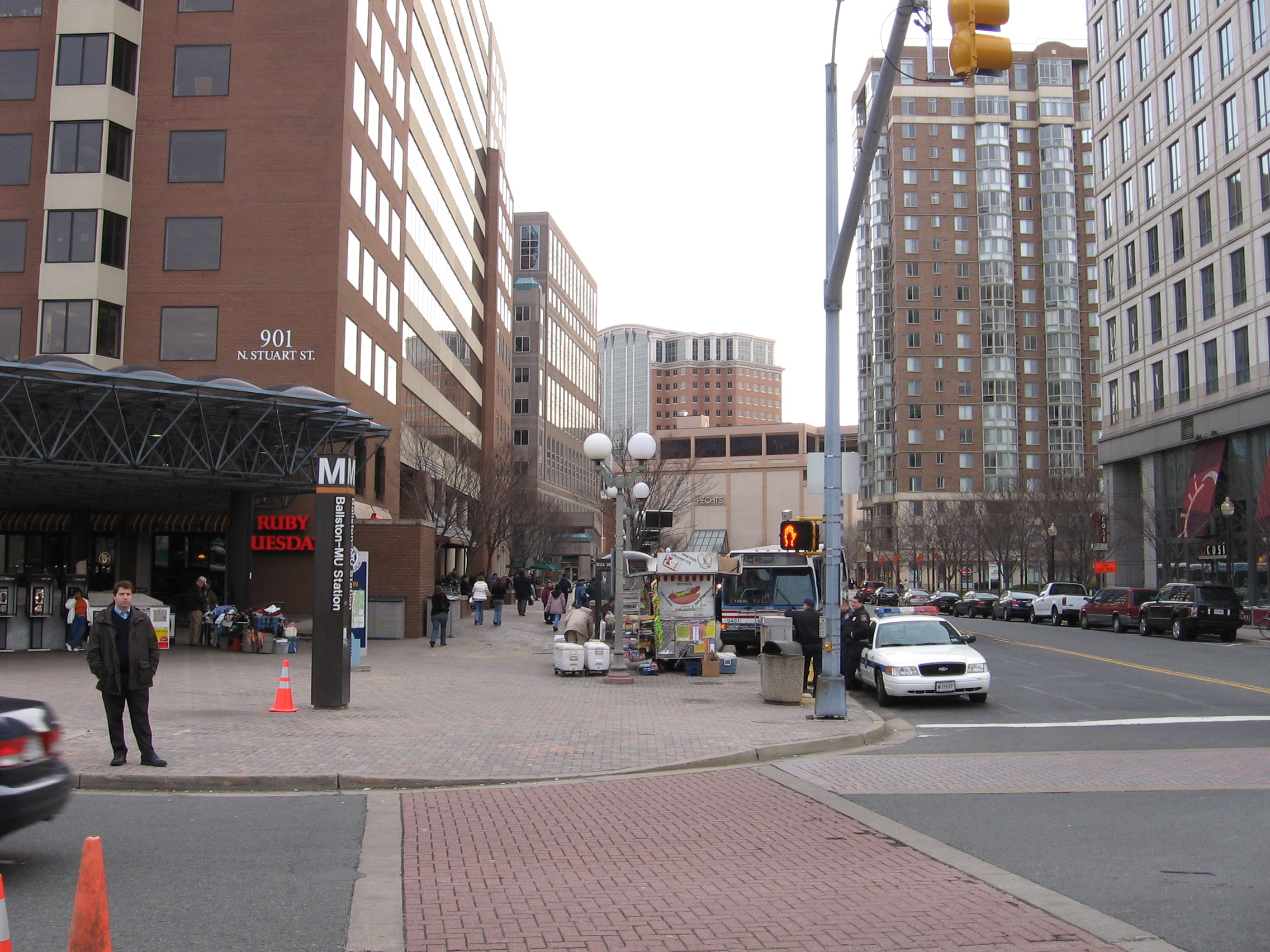
O Ballston Quarter em Arlington, Virgínia, parte da área metropolitana de Baltimore-Washington, é voltado para o transporte público, de uso misto e densificado, dando uma sensação de "centro" em uma cidade periférica.

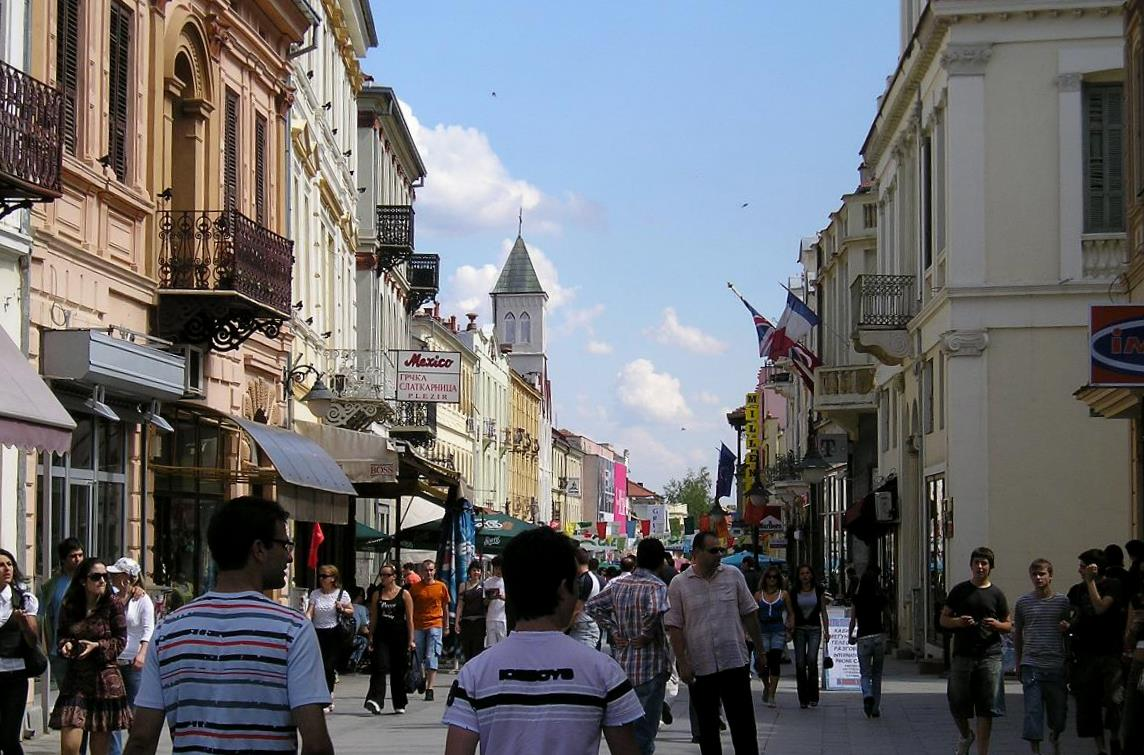
Padrão tradicional de desenvolvimento de uso misto no centro de uma cidade: Bitola, Macedônia do Norte

Uso misto é um termo para um tipo de desenvolvimento urbano, desenho urbano, planejamento urbano e/ou uma classificação de zoneamento que combina múltiplos usos, como residencial, comercial, cultural, institucional ou de entretenimento, em um espaço, onde essas funções são, em algum grau, física e funcionalmente integradas, e que fornece conexões para pedestres. O desenvolvimento de uso misto pode ser aplicado a um único edifício, um quarteirão ou bairro, ou na política de zoneamento de uma cidade inteira ou outra unidade administrativa. Esses projetos podem ser concluídos por um desenvolvedor privado, agência (quase) governamental ou uma combinação deles. Um desenvolvimento de uso misto pode ser uma nova construção, reutilização de um edifício existente ou brownfields (indústria abandonada), ou uma combinação.

## Uso na América do Norte vs. Europa
Tradicionalmente, os assentamentos humanos se desenvolveram em padrões de uso misto. No entanto, com a industrialização, regulamentações governamentais de zoneamento foram introduzidas para separar diferentes funções, como a indústria, das áreas residenciais. Preocupações com a saúde pública e a proteção do valor imobiliário foram a motivação por trás dessa separação.
Nos Estados Unidos, a prática de zoneamento para uso residencial unifamiliar foi instigada para proteger as comunidades de externalidades negativas, incluindo poluição do ar, sonora e luminosa, associadas a práticas industriais mais pesadas. Essas zonas também foram construídas por causa de tensões raciais e de classe.
O auge do zoneamento de uso separado nos Estados Unidos ocorreu após a Segunda Guerra Mundial, quando o planejador e Comissário de Parques da Cidade de Nova York, Robert Moses, defendeu a construção de autoestradas para fragmentar funções e bairros da cidade. A antítese a essas práticas veio da ativista e escritora Jane Jacobs, uma das principais defensoras do zoneamento de uso misto, acreditando que este desempenhava um papel fundamental na criação de uma paisagem urbana orgânica, diversa e vibrante. Essas duas figuras se confrontaram durante grande parte da década de 1960. Desde a década de 1990, o zoneamento de uso misto tornou-se novamente desejável, pois visa combater a expansão urbana e aumentar a vitalidade econômica.
Na maior parte da Europa, a política governamental tem incentivado a continuidade do papel do centro da cidade como principal local para atividades comerciais, comerciais, de restaurantes e de entretenimento, ao contrário dos Estados Unidos, onde o zoneamento desencorajou ativamente esse uso misto por muitas décadas. Na Inglaterra, por exemplo, hotéis são incluídos na mesma categoria que "residencial", em vez de comercial, como são classificados nos EUA. A França também gravita em direção ao uso misto, já que grande parte de Paris é simplesmente zoneada para ser "Urbana Geral", permitindo uma variedade de usos. Mesmo as zonas que abrigam mansões e vilas dos aristocratas se concentram na preservação histórica e arquitetônica, em vez do zoneamento unifamiliar. O zoneamento unifamiliar também está ausente na Alemanha e na Rússia, onde os códigos de zoneamento não fazem distinção entre os diferentes tipos de habitação.
O apego dos Estados Unidos à propriedade privada e à tradicional casa suburbana dos anos 1950, bem como as profundas divisões raciais e de classe, marcaram a divergência no zoneamento de uso misto entre os continentes. Como resultado, muitas das cidades centrais da Europa são de uso misto "por padrão" e o termo "uso misto" é muito mais relevante em relação a novas áreas da cidade onde um esforço é feito para misturar atividades residenciais e comerciais - como nas Docas Orientais de Amsterdã.

## Contextos
O uso expandido de zoneamento de uso misto e empreendimentos de uso misto pode ser encontrado em uma variedade de contextos, como os seguintes (vários desses contextos podem se aplicar a um projeto ou situação específica):

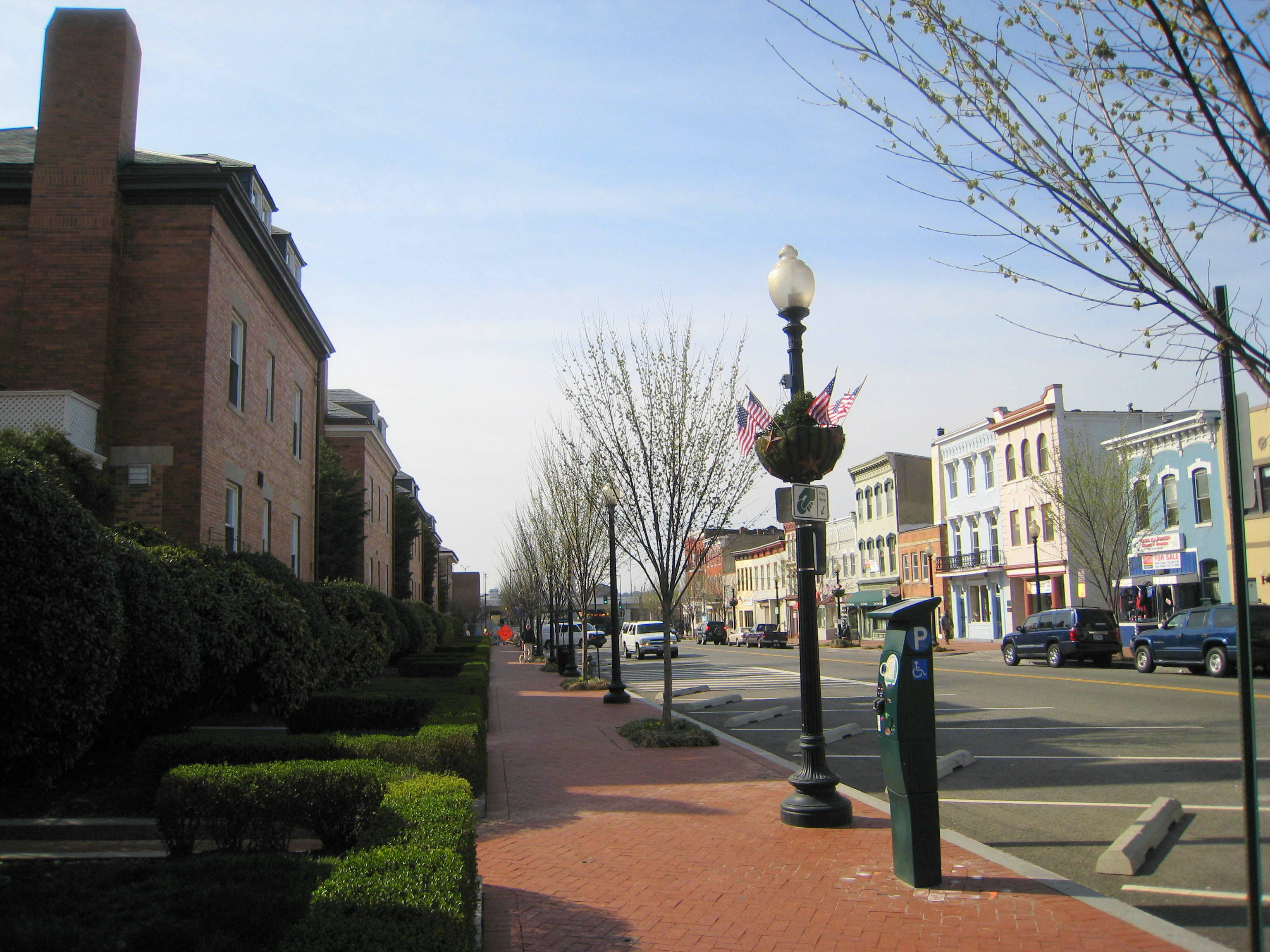
Barracks Row em Washington, DC ; comércio no térreo e residências no andar superior.

Como parte das estratégias de planejamento de crescimento inteligente:
- em bairros urbanos tradicionais, como parte da renovação urbana e/ou adensamento, ou seja, a modernização de edifícios, espaços públicos e comodidades do bairro para oferecer mais e/ou melhores habitações e uma melhor qualidade de vida — exemplos incluem Barracks Row em Washington, D.C., e East Liberty, em Pittsburgh.
- em subúrbios tradicionais, adicionando um ou mais empreendimentos de uso misto para criar ou destacar um novo "centro" da comunidade — exemplos incluem novos projetos no centro de Bethesda, Maryland, um subúrbio interno de Washington, D.C., e o complexo Excelsior & Grand em St. Louis Park, Minnesota, um subúrbio interno de Minneapolis.
- em empreendimentos em áreas verdes (greenfield developments), ou seja, construções em terrenos anteriormente não desenvolvidos, especialmente nas bordas das áreas metropolitanas e em suas regiões periféricas (exúrbios), muitas vezes com o objetivo de criar um centro comunitário relativamente mais denso — uma edge city, ou parte de uma, zoneada para uso misto, frequentemente chamadas de “vilas urbanas” nos anos 2010 (exemplos incluem Avalon, em Alpharetta, Geórgia, e Halcyon, no Condado de Forsyth, Geórgia, na periferia da região metropolitana de Atlanta).
- a requalificação de centros comerciais e a intensificação do desenvolvimento ao seu redor, especialmente à medida que muitos shoppings enfrentam queda nas vendas do varejo e dificuldade para alugar espaços, como parte do fenômeno conhecido como apocalipse do varejo nos anos 2010.

Qualquer um dos contextos acima também pode incluir contextos paralelos, como:
- Desenvolvimento orientado ao transportes coletivo — por exemplo, em Los Angeles e San Diego, onde as cidades introduziram alterações generalizadas nas leis de zoneamento, permitindo um desenvolvimento mais denso a uma certa distância de certos tipos de estações de transportes públicos, com o objectivo principal de aumentar a quantidade e a acessibilidade da habitação.[17]
- Cidades mais antigas, como Chicago e São Francisco, têm políticas de preservação histórica que, por vezes, oferecem mais flexibilidade para que edifícios mais antigos sejam utilizados para fins diferentes daqueles para os quais foram originalmente zoneados, com o objetivo de preservar a arquitetura histórica.[18]

## Benefícios

### Econômico
Os empreendimentos de uso misto abrigam oportunidades significativas de emprego e moradia. Muitos desses projetos já estão localizados em distritos centrais estabelecidos, o que significa que o desenvolvimento de sistemas de transporte público é incentivado nessas regiões. Ao tomar terras subvalorizadas e subutilizadas, muitas vezes antigas indústrias pesadas, os desenvolvedores podem reutilizá-las para aumentar os valores da terra e da propriedade. Esses projetos também aumentam a variedade de moradias, a densidade e, muitas vezes, a acessibilidade por meio de seu foco em conjuntos habitacionais multifamiliares, em vez de conjuntos habitacionais unifamiliares. Um equilíbrio mais igualitário entre a oferta e a demanda de empregos e moradia também é encontrado nesses distritos.

### Social

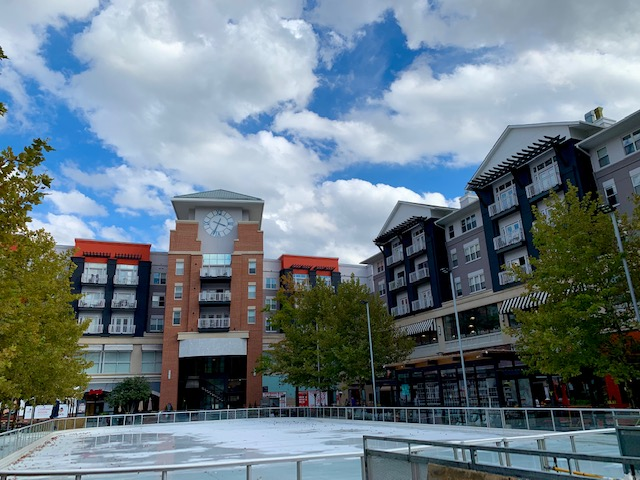
Apartamentos com lojas no térreo e pista de patinação no gelo na Pentagon Row em Arlington, Virgínia.

Esse padrão de desenvolvimento é centrado na ideia de "viver, trabalhar, se divertir", transformando edifícios e bairros em entidades multiuso. A eficiência, a produtividade e a qualidade de vida também aumentam em relação a locais de trabalho que oferecem uma infinidade de comodidades. Exemplos incluem academias, restaurantes, bares e lojas. Bairros de uso misto promovem a comunidade e a socialização por meio da união de funcionários, visitantes e moradores.
Um caráter distinto e um senso de lugar são criados pela transformação de distritos de uso único que podem funcionar por oito horas por dia (por exemplo, prédios comerciais que funcionam das 9h às 17h) em comunidades que podem funcionar dezoito horas por dia por meio da adição de cafés, restaurantes, bares e casas noturnas. A segurança dos bairros, por sua vez, pode ser aumentada à medida que as pessoas permanecem nas ruas por mais horas.

### Ambiental
Bairros e edifícios de uso misto têm grande capacidade de se adaptar a ambientes sociais e econômicos em constante mudança. Com a pandemia de COVID-19, os varejistas de Nova York localizados em quarteirões longos e com foco comercial sofreram severamente, pois não atraíam mais o público de pedestres. Ao combinar múltiplas funções em um único edifício ou empreendimento, os distritos de uso misto podem construir resiliência por meio de sua capacidade de atrair e reter visitantes.
Práticas de transporte mais sustentáveis também são promovidas. Um estudo de Guangzhou, China, feito pelo Journal of Geographical Information Science, descobriu que táxis localizados em regiões onde os edifícios abrigavam uma maior variedade de funções reduziram significativamente as distâncias de viagem. Distâncias de viagem mais curtas, por sua vez, apoiam o uso da micromobilidade. Infraestruturas favoráveis a pedestres e ciclistas são promovidas devido ao aumento da densidade e à redução das distâncias entre moradias, locais de trabalho, comércio varejista e outras comodidades e destinos. Além disso, projetos de uso misto promovem saúde e bem-estar, pois esses empreendimentos geralmente fornecem melhor acesso (seja a pé, de bicicleta ou de transporte público) a mercados de agricultores e supermercados. No entanto, metrópoles híbridas, áreas que têm edifícios grandes e altos que acomodam uma combinação de interesses públicos e privados, não mostram uma diminuição nas emissões de carbono em comparação com áreas metropolitanas que têm uma configuração baixa e densa. Isso possivelmente ocorre porque as metrópoles híbridas são propensas a atrair tráfego de carros de visitantes.

## Desvantagens

### Equidade

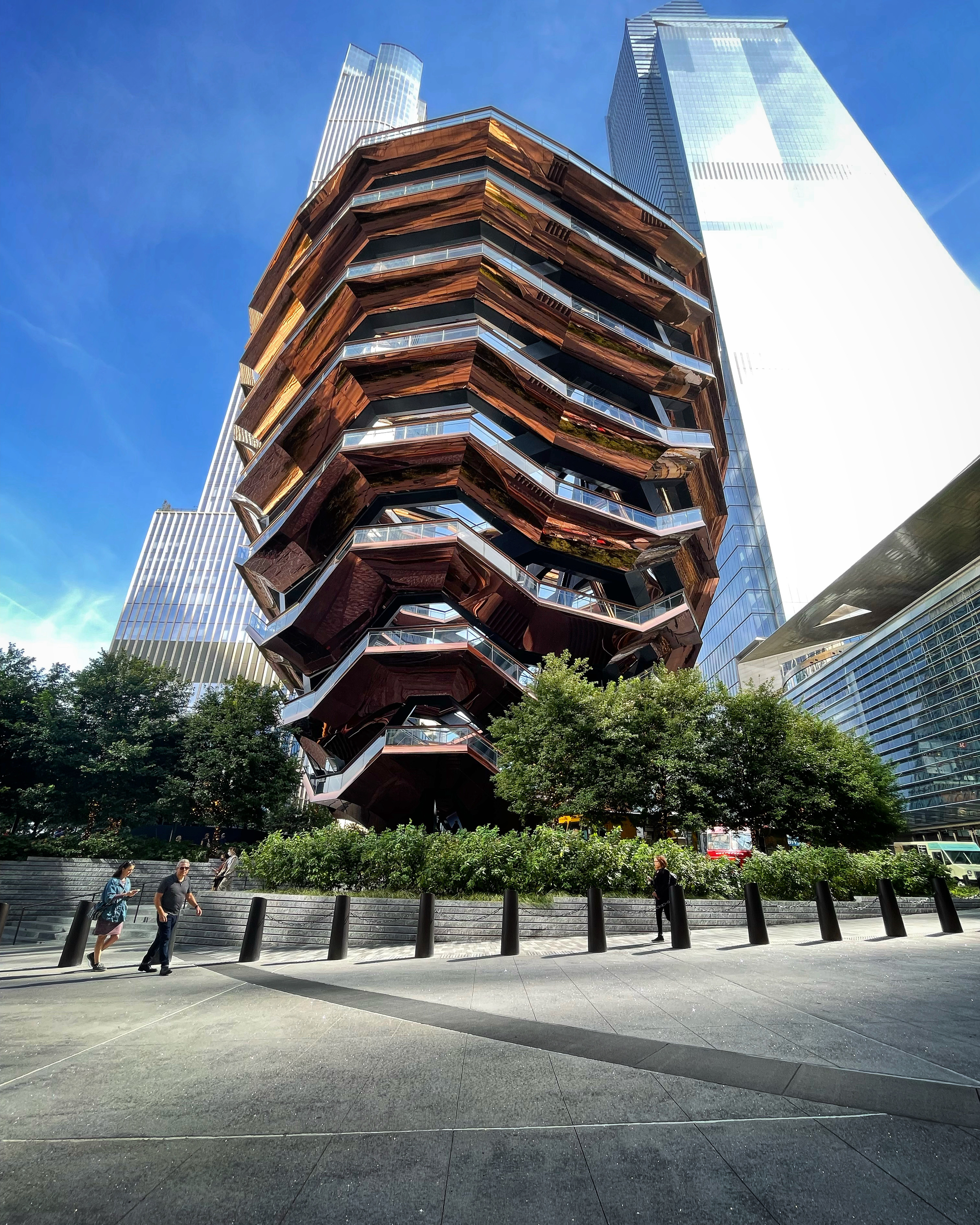
"Vessel", uma atração turística no bairro de uso misto de Hudson Yards, Nova York

Devido à natureza especulativa de empreendimentos imobiliários de grande porte, megaprojetos de uso misto frequentemente não conseguem atingir as metas de equidade e acessibilidade. Residências de alto padrão, varejo e escritórios de alto padrão, atraentes para inquilinos de alto perfil, são frequentemente priorizados devido ao seu potencial especulativo. Há também uma tendência de transformar espaços residenciais em empreendimentos de uso misto em condomínios, em vez de espaços para aluguel. Um estudo feito pelo Journal of the American Planning Association descobriu que o foco na propriedade de imóveis exclui predominantemente indivíduos que trabalham em serviços públicos, comércio, cultura, vendas e serviços e ocupações de manufatura de viver em centros urbanos ricos em amenidades. Apesar de incentivos como bônus de densidade, municípios e incorporadores raramente colocam um foco significativo em disposições de habitação acessível nesses planos.

### Financiamento
Edifícios de uso misto podem ser arriscados, visto que há vários inquilinos residindo em um empreendimento. Projetos de uso misto, como o Hudson Yards, também são extremamente caros. Este empreendimento custou à cidade de Nova York mais de 2,2 bilhões de dólares. Críticos argumentam que o dinheiro dos contribuintes poderia servir melhor ao público em geral se fosse investido em outras áreas. Além disso, empreendimentos de uso misto, como catalisadores do crescimento econômico, podem não atender ao seu propósito pretendido se simplesmente deslocarem a atividade econômica, em vez de criá-la. Um estudo realizado pela Jones Lang LaSalle Incorporated (JLL) descobriu que "90% dos novos inquilinos de escritórios do Hudson Yards se mudaram de Midtown."

## Tipos de zoneamento de uso misto contemporâneo
Alguns dos cenários de uso misto mais frequentes nos Estados Unidos são:
- Zoneamento comercial de bairro – bens e serviços de conveniência, como lojas de conveniência, permitidos em áreas estritamente residenciais.
- Residencial/comercial na Rua Principal – prédios de dois a três andares com unidades residenciais acima e unidades comerciais no térreo, de frente para a rua.
- Residencial/comercial urbano – prédios residenciais de vários andares com usos comerciais e cívicos no térreo.
- Conveniência para escritórios – prédios de escritórios com pequenos usos de varejo e serviços voltados para trabalhadores de escritório.
- Escritório/residencial – unidades residenciais multifamiliares dentro de prédio(s) de escritórios. Conversão de shopping center – unidades residenciais e/ou de escritórios adicionadas (adjacentes) a um shopping center independente existente.
- Reforma de distrito comercial – reforma de uma área comercial suburbana para uma aparência mais semelhante à de uma vila e com usos mistos.
- Morar/trabalhar – moradores podem operar pequenos negócios no térreo do prédio onde moram.
- Estúdio/indústria leve – moradores podem operar estúdios ou pequenas oficinas no prédio onde moram.
- Hotel/residência – espaço misto de hotel e residencial multifamiliar de alto padrão.
- Estrutura de estacionamento com térreo.
- Bairro de casas unifamiliares isoladas com shopping center independente

## Exemplos de políticas de planejamento de uso misto em cidades

### Austrália

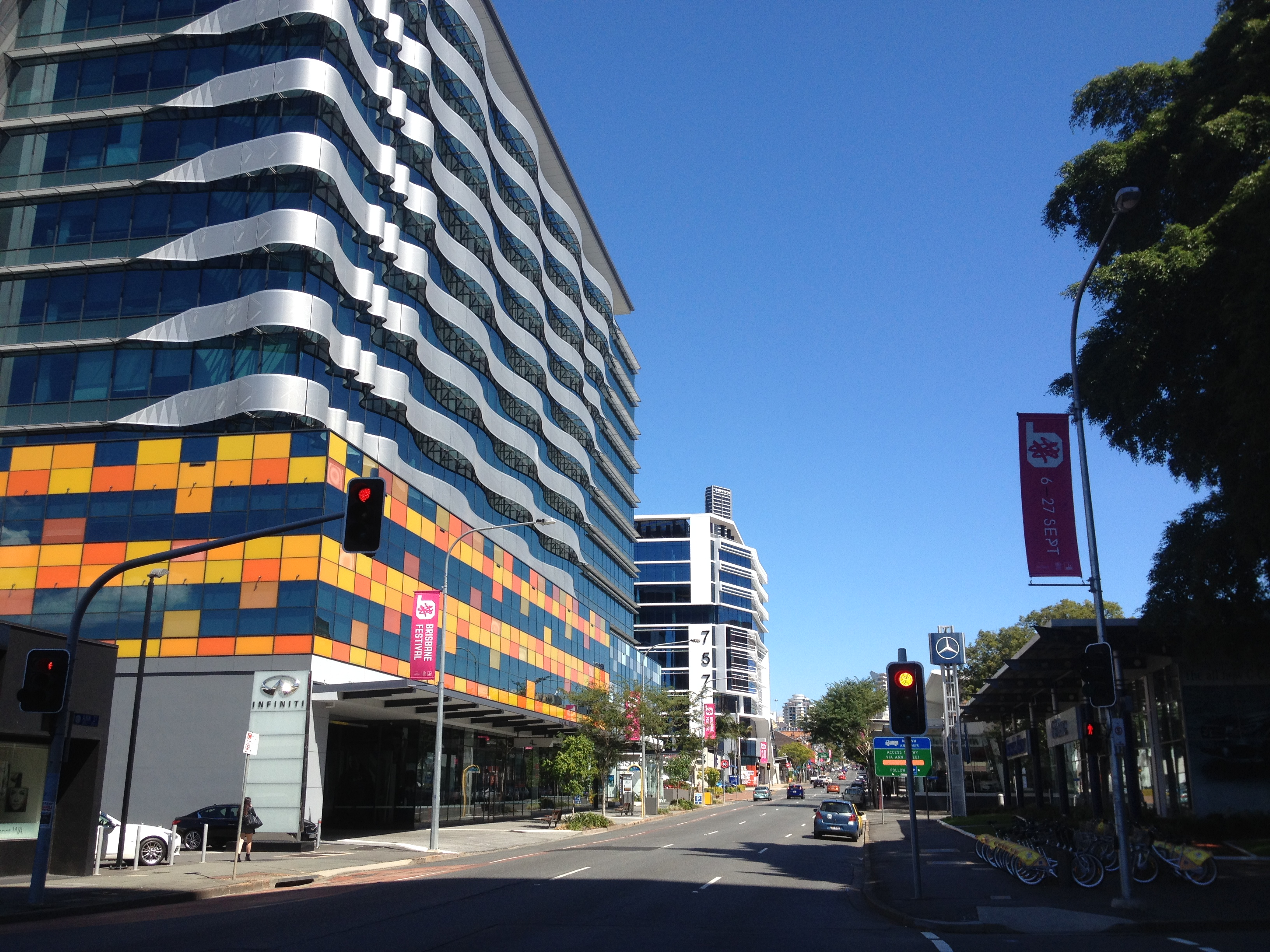
Empreendimentos de uso misto em Fortitude Valley, Queensland

A primeira tentativa em larga escala de criar um empreendimento de uso misto na Austrália foi o Sydney Region Outline Plan, um plano que identificou a necessidade de Sydney de descentralizar e organizar seu crescimento em torno da área metropolitana. Seu principal objetivo era controlar o rápido crescimento populacional da cidade no pós-guerra, introduzindo corredores de crescimento e centros econômicos que ajudassem a prevenir a expansão descontrolada e o uso excessivo do carro como meio de transporte. Vários centros urbanos, como Parramatta ou Campbelltown, se beneficiaram dessas políticas, criando polos econômicos com suas próprias comodidades no centro da cidade ao longo das principais vias de Sydney.
Planos subsequentes complementaram o inicial com novas políticas focadas em questões econômicas e de renovação urbana. Em particular, o Plano de 1988 foi elaborado em colaboração com uma estratégia de transporte e foi o primeiro a recomendar maiores densidades de desenvolvimento. Desde então, as autoridades de planejamento australianas têm dado maior prioridade ao desenvolvimento de uso misto de terrenos industriais no centro da cidade como forma de revitalizar áreas negligenciadas pelo declínio da indústria, consolidando e densificando os centros urbanos anteriormente subpovoados. Essa nova abordagem de planejamento urbano teve um impacto significativo no uso de terrenos nas principais cidades australianas: de acordo com dados de 2021 do Australian Bureau of Statistics, o zoneamento misto já representa mais de 9% das aprovações de novas moradias.

### Canadá
Uma das primeiras cidades a adotar uma política de desenvolvimento de uso misto foi Toronto. O governo local desempenhou um papel pela primeira vez em 1986 com um regulamento de zoneamento que permitia que unidades comerciais e residenciais fossem mistas. Na época, Toronto estava nos estágios iniciais de planejamento com foco no desenvolvimento de empreendimentos de uso misto devido à crescente popularidade de mais moradias sociais. A lei foi atualizada recentemente em 2013, mudando grande parte de seu foco para fora da área central da cidade, que faz parte da cidade principal desde 1998. Com os regulamentos em vigor, a cidade supervisionou o desenvolvimento de condomínios de alto padrão em toda a cidade, com comodidades e pontos de transporte nas proximidades. As políticas de desenvolvimento de uso misto de Toronto inspiraram outras cidades norte-americanas no Canadá e nos Estados Unidos a promover mudanças semelhantes.
Um exemplo de empreendimento de uso misto em Toronto é o Mirvish Village, do arquiteto Gregory Henriquez. Localizado na Bloor Street e Bathurst Street, um importante cruzamento em Toronto, partes do terreno do projeto Mirvish Village são zoneadas como "residencial comercial" e outras como "residencial comercial misto". De acordo com os estatutos de zoneamento da cidade de Toronto, o residencial comercial inclui "uma variedade de usos comerciais, residenciais e institucionais, bem como parques". Os usos programáticos do Mirvish Village incluem apartamentos para aluguel, um mercado público e pequenas unidades de varejo, preservando também 23 das 27 casas históricas no local. O projeto é notável por seu processo de consulta pública, elogiado pelas autoridades da cidade de Toronto. O arquiteto Henriquez e o desenvolvedor já haviam colaborado em projetos de uso misto em Vancouver, Colúmbia Britânica, incluindo o bem-sucedido Woodward's Redevelopment.

### Estados Unidos

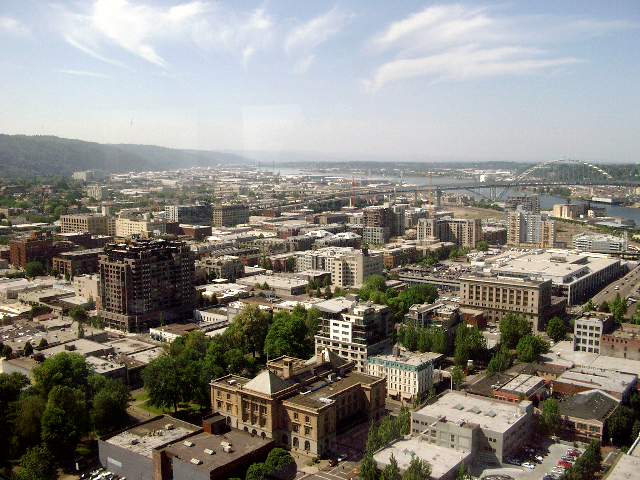
Espaços de uso misto desenvolvidos em Portland, Oregon

Nos Estados Unidos, a Agência de Proteção Ambiental (EPA) colabora com governos locais, fornecendo a pesquisadores novos dados que estimam como uma cidade pode ser impactada por empreendimentos de uso misto. Com a EPA inserindo modelos em planilhas, fica muito mais fácil para municípios e incorporadoras estimarem o tráfego em espaços de uso misto. Os modelos de ligação, também usados como ferramenta de recursos, medem a geografia, a demografia e as características de uso do solo em uma cidade. A Agência de Proteção Ambiental realizou uma análise em seis grandes áreas metropolitanas utilizando dados de uso do solo, pesquisas domiciliares e bancos de dados SIG. Estados como Califórnia, Washington, Novo México e Virgínia adotaram esse padrão como política estadual ao avaliar como os empreendimentos urbanos podem impactar o tráfego. Os pré-requisitos para o sucesso de empreendimentos de uso misto são o emprego, a população e os gastos do consumidor. Os três pré-requisitos garantem que um empreendimento possa atrair inquilinos de qualidade e sucesso financeiro. Outros fatores que determinam o sucesso do empreendimento de uso misto são a proximidade do tempo de produção e os custos do mercado local.

#### Portland
O zoneamento de uso misto vem sendo implementado em Portland, Oregon, desde o início da década de 1990, quando o governo local buscou reduzir o estilo de desenvolvimento predominantemente voltado para o automóvel. O Metropolitan Area Express, sistema de VLT de Portland, incentiva a combinação de espaços residenciais, comerciais e de trabalho em uma única zona. Com esse sistema de planejamento de zoneamento único, o uso do solo em densidades maiores proporciona retorno sobre os investimentos públicos em toda a cidade. Os corredores das ruas principais proporcionam alturas flexíveis para as construções e usos de alta densidade para permitir "pontos de encontro".

#### Hudson Yards, Nova York
O projeto Hudson Yards é o maior projeto dos EUA já financiado por subsídios do TIF (financiamento por incremento de impostos). Não exigiu aprovação dos eleitores nem passou pelo processo orçamentário tradicional da cidade. Em vez disso, o projeto é financiado por futuros impostos prediais e pelo Programa de Visto EB-5. Este programa concede vistos a investidores estrangeiros em troca de um investimento mínimo de US$ 500.000 em imóveis nos EUA.